# Nectandra hihua
Nectandra hihua (Ruiz & Pav.) Rohwer – gatunek rośliny z rodziny wawrzynowatych (Lauraceae Juss.). Występuje naturalnie na obszarze odMeksyku aż po Brazylię i Boliwię. W Brazylii został zaobserwowany w stanach Acre, Amazonas, Amapá, Pará, Tocantins, Bahia, Goiás, Mato Grosso do Sul, Mato Grosso, Minas Gerais, São Paulo i Paraná oraz w Dystrykcie Federalnym.

## Morfologia
PokrójZimozielone drzewo dorastające do 30 m wysokości.
LiścieMają podłużny lub eliptyczny kształt. Mierzą 10–25 cm długości oraz 3–12 szerokości. Są lekko owłosione od spodu. Nasada liścia jest ostrokątna lub rozwarta. Wierzchołek jest spiczasty
KwiatySą zebrane w wiechy. Rozwijają się w kątach pędów. Płatki okwiatu pojedynczego mają białą barwę. Są niepozorne – mierzą 6–10 mm średnicy.
OwocePestkowce o zaokrąglonym kształcie. Osiągają 10 mm długości.

## Biologia i ekologia
Rośnie w lasach wtórnych. Występuje na terenach nizinnych. Kwitnie od października do maja, natomiast owoce pojawiają się od lutego do maja.